# Scopula infuscata
Scopula infuscata là một loài bướm đêm trong họ Geometridae.